# Edenbridge (band)
Edenbridge is een symfonische prog/metalband uit Oostenrijk die in één adem genoemd wordt met bands als Nightwish en Within Temptation. Edenbridge heeft eveneens veel weg van bands als  Karnataka en Mostly Autumn.

## Biografie
Edenbridge werd opgericht in 1998 als studioproject door gitarist en toetsenist Arne "Lanvall" Stockhammer, zijn vriendin en zangeres Sabine Edelsbacher en bassist Kurt Bednarsky. De formatie werd gecomplementeerd toen drummer Roland Navratil zich bij de band voegde. Al in 1999 ging de band de studio in en tekende een platencontract bij Massacre Records. Het album genaamd Sunrise in Eden werd uitgebracht in de herfst van 2000.
De band voegde een tweede gitarist, George Edelmann, toe aan de groep in februari 2000, maar hij zou slechts kort bij de band blijven. In januari 2001 werd hij vervangen door Andreas Eiblar. Met deze bezetting bracht Edenbridge in 2001 het album Arcana uit. Tijdens een tournee in 2002, verliet bassist en oprichtend lid Kurt Bednarsky de band. In november van dat jaar bracht de band het album Aphelion uit. Twee jaar later volgde een livealbum, A livetime in Eden, dat verscheen in augustus 2004, dat in oktober gevolgd werd door het studioalbum Shine. Rond deze tijd vond de band in Frank Bindig een nieuwe bassist. In december van dat jaar verliet tweede gitarist Andreas Eibler de band op vriendschappelijke basis en werd hij vervangen door Martin Mayr.
Op 19 mei 2006 bracht de band zijn vijfde studioalbum The Grand Design uit, voorafgegaan door de single For your eyes only op 21 april, waarop de albumtrack Evermore en een cover van Sheena Eastons James Bond-soundtrack For your eyes only. Edenbridge tekende voor dit album een wereldwijd platencontract met Napalm Records. Op 30 januari 2007 bracht Edenbridge hun nieuwe album The grand design eerst uit in de Verenigde Staten en Canada.
In april 2008 bracht Edenbridge hun zesde studioalbum MyEarthDream. Het album bevatte bijdragen van het 65-koppig Tsjechisch Film Orkest. Op 13 november 2008 maakte de band bekend dat bassist Frank Bindig de band verliet om zich meer te kunnen richten op zijn andere projecten. In april 2009 maakte de band bekend dat Simon Holzknecht hun nieuwe bassist zou worden en dat tevens Dominik Sebastian, als gitarist, aan de groep zou worden toegevoegd. Enkele dagen later, op 4 mei 2009, bracht de band LiveEarthDream uit, een livealbum, dat opgenomen was tijdens diverse concerten in 2008. Het album had een beperkte oplage van 1.000 exemplaren en kon enkel via de website van de band besteld worden.

## Leden

### Huidige bezetting
- Sabine Edelsbacher – zang (vanaf 1998)
- Arne "Lanvall" Stockhammer – gitaar en keyboards (vanaf 1998)
- Max Pointner - drums (vanaf 2008)
- Dominik Sebastian - gitaar (vanaf 2009)
- Simon Holzknecht - basgitaar (vanaf 2009)

### Oud-leden
- Kurt Bednarsky – basgitaar (1998-2002)
- Roland Navratil – drums (1998-2007)
- Georg Edelmann – gitaar (2000-2001)
- Andreas Eibler – gitaar (2001-2004)
- Martin Mayr – gitaar (2005-2006)
- Robert Schoenleitner – gitaar (2006-2008)
- Sebastian Lanser – drums (2007-2008)
- Frank Bindig – basgitaar (2004-2008)

### Gastmuzikanten
- Andreas Oberhause - livesessiebassist (2002)
- Stefan Model - sessiebassist op Aphelion (2003)
- Mike Koren - livesessiebassist (2003)
- Dominik Sebastian - livesessiegitarist (2008)

## Discografie

### Albums

#### Studioalbums
- Sunrise in Eden (2000)
- Arcana (2001)
- Aphelion (2003)
- Shine (2004)
- The Grand Design (2006)
- MyEarthDream (2008)
- Solitaire (2010)
- The Bonding (2013)
- The Great Momentum (2017)
- Dynamind (2019)
- Shangri-La (2022)

#### Livealbums
- A Livetime in Eden (2004)
- LiveEarthDream (2009)
- Live Momentum (2017)

#### Compilatiealbums
- The Chronicles of Eden (2007)
- The Chronicles of Eden Part 2 (2021)

### Singles
- Shine (2004)
- For your eyes only (2006)